# 선택 정렬
선택 정렬(選擇整列, selection sort)은 제자리 정렬 알고리즘의 하나로, 다음과 같은 순서로 이루어진다.
1. 주어진 리스트 중에 최소값을 찾는다.
2. 그 값을 맨 앞에 위치한 값과 교체한다(패스(pass)).
3. 맨 처음 위치를 뺀 나머지 리스트를 같은 방법으로 교체한다.

비교하는 것이 상수 시간에 이루어진다는 가정 아래, n개의 주어진 리스트를 이와 같은 방법으로 정렬하는 데에는 Θ(n2) 만큼의 시간이 걸린다.
선택 정렬은 알고리즘이 단순하며 사용할 수 있는 메모리가 제한적인 경우에 사용시 성능 상의 이점이 있다.

선택 정렬 애니메이션

## 예제
| 패스 | 테이블            | 최솟값 |
| ---- | ----------------- | ------ |
| 0    | [9,1,6,8,4,3,2,0] | 0      |
| 1    | [0,1,6,8,4,3,2,9] | 1      |
| 2    | [0,1,6,8,4,3,2,9] | 2      |
| 3    | [0,1,2,8,4,3,6,9] | 3      |
| 4    | [0,1,2,3,4,8,6,9] | 4      |
| 5    | [0,1,2,3,4,8,6,9] | 6      |
| 6    | [0,1,2,3,4,6,8,9] | 8      |

## 의사 코드
```
for i = 0 to n:
    a[i]부터 a[n - 1]까지 차례로 비교하여 가장 작은 값이 a[j]에 있다고 하자.
    a[i]와 a[j]의 값을 서로 맞바꾼다.

```

## 복잡도
최선, 평균, 최악의 경우일 때에 선택 정렬에 소요되는 비교의 횟수를 {\displaystyle C}라고 했을 때, 이를 수식으로 나타내면 다음과 같다.
{\displaystyle C_{min}=C_{ave}=C_{max}=\sum _{i=1}^{N-1}{N-i}={\frac {N(N-1)}{2}}=O(n^{2})}
수식에서 {\displaystyle N}은 테이블(또는 리스트)의 자료 수를 나타내며, {\displaystyle C_{ave}}는 평균, {\displaystyle C_{max}}는 최대, {\displaystyle C_{min}}는 최소를 나타낸다.

## 다른 정렬 알고리즘과의 비교
버블 정렬(bubble sort) : 시간 복잡도 Θ ( n 2 )인 정렬 알고리즘 중에서 선택 정렬은 버블 정렬보다 항상 우수하다.
삽입 정렬(insertion sort) : 삽입 정렬은 k번째 반복 이후, 첫번째 k 요소가 정렬된 순서로 온다는 점에서 유사하다. 하지만 선택 정렬은 k+1 번째 요소를 찾기 위해 나머지 모든 요소들을 탐색하지만 삽입 정렬은 k+1 번째 요소를 배치하는 데 필요한 만큼의 요소만 탐색하기 때문에 훨씬 효율적으로 실행된다는 차이가 있다.
합병 정렬(merge sort) : 선택 정렬은 합병 정렬과 같은 분할 정복 알고리즘을 사용하지만 일반적으로 큰 배열보다 작은 배열(요소 10~20개 미만)에서 더 빠르다. 따라서 충분히 작은 하위 목록에만 삽입 정렬 혹은 선택 정렬을 이용해서 최적화하는 것이 좋다.

## 다양한 개선 방법
이중 선택 정렬: 한 번의 탐색에서 최솟값과 최댓값을 같이 찾는 방법이다. 탐색 횟수가 절반으로 줄어들게 된다.
탐색을 응용하여 개선: 한 번의 탐색 때 동일한 값이 있다면 함께 정렬하는 방법이다. 즉, 만약 최솟값을 찾았는데 그 값과 같은 값이 있다면 다음 번 탐색 때 최솟값으로 탐색될 것이기에 이 값도 탐색된 것으로 보고 미리 정렬한다. 같은 값이 많을수록 유용하게 된다.

## 소스 코드

### Java
```
void
 
selectionSort
(
int
[]
 
list
)
 
{

    
int
 
indexMin
,
 
temp
;

    
for
 
(
int
 
i
 
=
 
0
;
 
i
 
<
 
list
.
length
 
-
 
1
;
 
i
++
)
 
{

        
indexMin
 
=
 
i
;

        
for
 
(
int
 
j
 
=
 
i
 
+
 
1
;
 
j
 
<
 
list
.
length
;
 
j
++
)
 
{

            
if
 
(
list
[
j
]
 
<
 
list
[
indexMin
]
)
 
{

                
indexMin
 
=
 
j
;

            
}

        
}

        
temp
 
=
 
list
[
indexMin
]
;

        
list
[
indexMin
]
 
=
 
list
[
i
]
;

        
list
[
i
]
 
=
 
temp
;

    
}

}

```

### C
```
void
 
selectionSort
(
int
 
*
list
,
 
const
 
int
 
n
)

{

    
int
 
i
,
 
j
,
 
indexMin
,
 
temp
;

    
for
 
(
i
 
=
 
0
;
 
i
 
<
 
n
 
-
 
1
;
 
i
++
)

    
{

        
indexMin
 
=
 
i
;

        
for
 
(
j
 
=
 
i
 
+
 
1
;
 
j
 
<
 
n
;
 
j
++
)

        
{

            
if
 
(
list
[
j
]
 
<
 
list
[
indexMin
])

            
{

                
indexMin
 
=
 
j
;

            
}

        
}

        
temp
 
=
 
list
[
indexMin
];

        
list
[
indexMin
]
 
=
 
list
[
i
];

        
list
[
i
]
 
=
 
temp
;

    
}

}

```

### Objective Caml(OCaml)
```
let
 
rec
 
ssort
 
=
 
function

	
|
 
[]
 
->
 
[]

	
|
 
h
::
t
 
->
 
(
ssort
 
(
etcList
 
(
findMax
 
h
 
t
)
 
(
h
::
t
)))
 
@
 
[(
findMax
 
h
 
t
)]

and
 
findMax
 
a
 
=
 
function

	
|
 
[]
 
->
 
a

	
|
 
h
::
t
 
->
 
if
 
a
>
h
 
then
 
(
findMax
 
a
 
t
)
 
else
 
(
findMax
 
h
 
t
)

and
 
etcList
 
a
 
=
 
function

	
|
 
[]
 
->
 
[]

	
|
 
h
::
t
 
->
 
if
 
h
=
a
 
then
 
t
 
else
 
h
 
::
 
(
etcList
 
a
 
t
);;

```

### 파이썬
```
def
 
selectionSort
(
x
):

	
length
 
=
 
len
(
x
)

	
for
 
i
 
in
 
range
(
length
-
1
):

	    
indexMin
 
=
 
i

		
for
 
j
 
in
 
range
(
i
+
1
,
 
length
):

			
if
 
x
[
indexMin
]
 
>
 
x
[
j
]:

				
indexMin
 
=
 
j

		
x
[
i
],
 
x
[
indexMin
]
 
=
 
x
[
indexMin
],
 
x
[
i
]

	
return
 
x

```

## 참고 및 관련 문헌
- Ellis Horowitz, Sartaj Sahni, Dinesh Mehta: Fundamentals of Data structures in C++, Computer science press.

1. ↑  박정식 (2021/06). “탐색을 응용한 선택 정렬의 개선 방법 제안”. 2021년 8월 7일에 확인함.

## 같이 보기
- 선택 알고리즘
- 도널드 커누스
- 로버트 세지윅